# Physonectae
É uma subordem de cnidários da ordem hydrozoa. Apesar da semelhança, elas não são medusas, mas sim colonias de pequenos pólipos e medusas flutuantes, alguns tem veneno. Essa subordem contem as seguintes famílias:
- Agalmatidae
- Apolemiidae
- Athorybiidae
- Erennidae
- Forskaliidae
- Physophoridae
- Pyrostephidae
- Rhodaliidae